# 公民新闻
公民新闻的概念指由非专业或傳統新闻传播者所做的新闻报道，又稱「草根新聞」、「開源新聞」、「參與新聞」、「網絡新聞」、「使用者產出新聞」等等，和網際網路及數位行動媒體等通訊工具的發展相關。中華民國目前有台灣公共廣播電視集團支持的《PeoPo公民新聞平臺》及今日新聞網支持的《WEnews》，大韓民國有《OhmyNews》，美國有有線電視新聞網支持的《CNN iReport》。
以下定義摘自《新媒体概论》，石磊著，中国传媒大学出版社
产生于20世纪90年代的美国，至今还没有一个权威的定义。我们可以把它理解为「公民」通过大众媒介、个人通讯工具，向社会发布自己在特殊时空中得到或掌握的”。还有的学者认为，公民新闻是指公民通过大众媒介和个人摄录、通讯工具（诸如移动电话、数码相机、数码摄像机、计算机网络等）为广大受众选择、撰写、分析和传播新闻信息的行为和现象。
公民新闻，也被称为合作媒体，参与式新闻，民主新闻，游击新闻，草根新闻，或街头新闻。
考特尼·C·拉德施（Courtney C. Radsch）将公民新闻定义为：“这是一种替代性且积极主动的新闻采集与报道形式，作为对专业新闻实践不足的回应，这种形式通常在主流媒体机构之外运作。”尽管公民新闻在实践上采用了与主流新闻相似的手法，但其所秉持的价值理念及合法性基础，与传统媒体存在本质区别。Jay Rosen给出的定义则更为简洁：“当曾经被称为‘观众’的人们开始利用手中的新闻工具彼此传递信息。”
公民新闻的基本原则在于新闻的主要生产者和传播者不再局限于专业记者，普通人同样可以承担这一角色。这种形式赋予了个体参与新闻生产的权力，使信息传播更加多元化和即时化，同时也对传统媒体构成了挑战。
公民新闻是由普通公民创作和传播的新闻内容，强调公众在新闻生产中的参与权。与社区新闻和协作新闻不同，公民新闻主要由非专业个体主导，而后两者则更多体现了专业记者与社区成员或公民记者之间的协作关系。公民新闻常聚焦于主流媒体忽视或未能覆盖的话题，主要依赖社交媒体及其他数字平台进行信息传播。
各种在线互联网平台的发展使公民新闻更加可行。公民新闻和社区新闻、合作新闻有所不同。社区新闻与合作新闻虽然形式不同，但均以专业记者为主导。前者主要聚焦于本地事务的报道，而后者则强调专业记者与非专业人士之间的合作，共同完成新闻生产。公民新闻则完全由非专业人士创作和传播，强调普通人在新闻生产中的角色。
公民新闻是公民媒体和用户生成内容（UGC）的一种特定形式。考特尼·C·拉德施指出，“公民”一词强调了业余人士在新闻创作中的积极参与，并将这一参与与社会责任感和公民意识紧密相连。这种新闻形式不仅关注新闻的生产过程，更强调其与政治及公共领域的紧密关联，从而区别于传统的新闻职业实践。
各种在线互联网平台的发展让公民新闻变得更加可行。社交网络、媒体共享网站等新媒体技术的兴起，以及手机的普及，使公民新闻在全球范围内得到了广泛的接受与传播。这些技术的进步不仅极大地便利了新闻的创作与传播，还对政治产生了深远影响，改变了公众获取信息和表达观点的方式，促进了更广泛的民主参与和社会动员。
由于公民新闻尚未形成概念框架和指导原则，因此它可能带有很强的观点性和主观性，在形成舆论方面起着补充作用而非主要作用。批评这一现象的人士，包括专业记者和新闻机构，声称公民新闻缺乏监管、业余性强，且质量和报道随意性较大。此外，由于缺乏专业背景，公民记者被认为缺乏资源，也缺乏如何更好地服务公众的专注力。一个由公民记者组成的研究小组创建了一个包含视频采访的 OER 图书馆，以提供可靠的信息来源。

## 理论
公民新闻作为一种替代媒体形式，对主流媒体的专业化和制度化实践提出了“根本性挑战”。
弗卢认为公民新闻的兴起有三个关键因素：开放出版、协作编辑和分布式内容。

### 公民身份理论
根据文森特·坎贝尔的说法，公民身份理论可以分为两个核心群体：将新闻视为公民身份的理论和将新闻视为公民身份的理论。公民的经典模式是两种公民理论的基础。经典模式植根于知情公民的意识形态，强调记者的角色，而不是公民的角色。
经典模型有四个主要特征：
- 记者在告知公民方面的作用
- 如果公民经常关注他们收到的新闻，他们就会被认为会被告知
- 更知情的公民更有可能参与
- 知情的公民参与得越多，一个国家就越有可能民主。[20]

公民新闻的第一个特征是强调新闻应服务于公民，目标是满足公民的知情权。但围绕公民应接触何种新闻内容的数量、性质及其与公民身份的关系，存在一定的规范性判断。公民新闻的分支“监控公民”理论（由Michael Schudson提出）主张，公民应有选择性且策略性地消费新闻和信息。通过这种方式，公民被视为借助信息推动社会变革并履行公民责任的主体。但是，信息的生产并不等同于公民身份的直接行使，它是一种新闻行为。因此，公民和记者被看作扮演不同角色的个体。新闻作为公民身份的工具，而记者则是为公民提供服务的专业主体。
第二种理论认为新闻本身就是公民身份的体现。该理论聚焦于公民身份和公民活动的多重层面，将公民新闻视为公民身份的直接组成部分.Zizi Papacharissi提出的“液态公民身份”概念描述了个人Ruhr通过生活方式和他人及组织互动，进而重新塑造公民、政治和社会的边界。这种流动性的公民身份让个人的互动和经历成为公民新闻的内容，创造出属于公民自己的新闻形式。
这种视角还区分了“尽职尽责”的公民和“实现”的公民。前者参与传统的公民实践，后者则倾向非传统的公民实践。“实现”公民更依赖于在线和社交媒体作为信息获取、讨论和参与的主要渠道。因此，在线和社交媒体的新闻实践成为“实现”公民身份的重要体现。
公民新闻遭到了许多来自传统新闻界的专业人士的批评。批评者认为公民记者通常缺乏专业训练，容易产生偏见且不具备足够的新闻采编经验。和专业记者相比，公民记者往往被认为更不可靠。因为他们缺乏在新闻报道中所需的职业认证、工会保障和独立性。另外批评者认为，尽管许多专业记者在政治上努力保持中立和无党派，但公民记者的报道往往是个人化的、带有主观看法的，这可能影响报道的公正性和客观性。
这反映了公民新闻与传统新闻在目标、方法以及所依赖的价值观上的不同。公民新闻更侧重于个人的声音和观点，往往更具情感色彩和政治倾向，而专业记者则通常秉持更加严谨的新闻标准，力求客观和全面。这种分歧成为公民新闻面临的挑战之一，尤其是在准确性和可信度方面。

## 历史

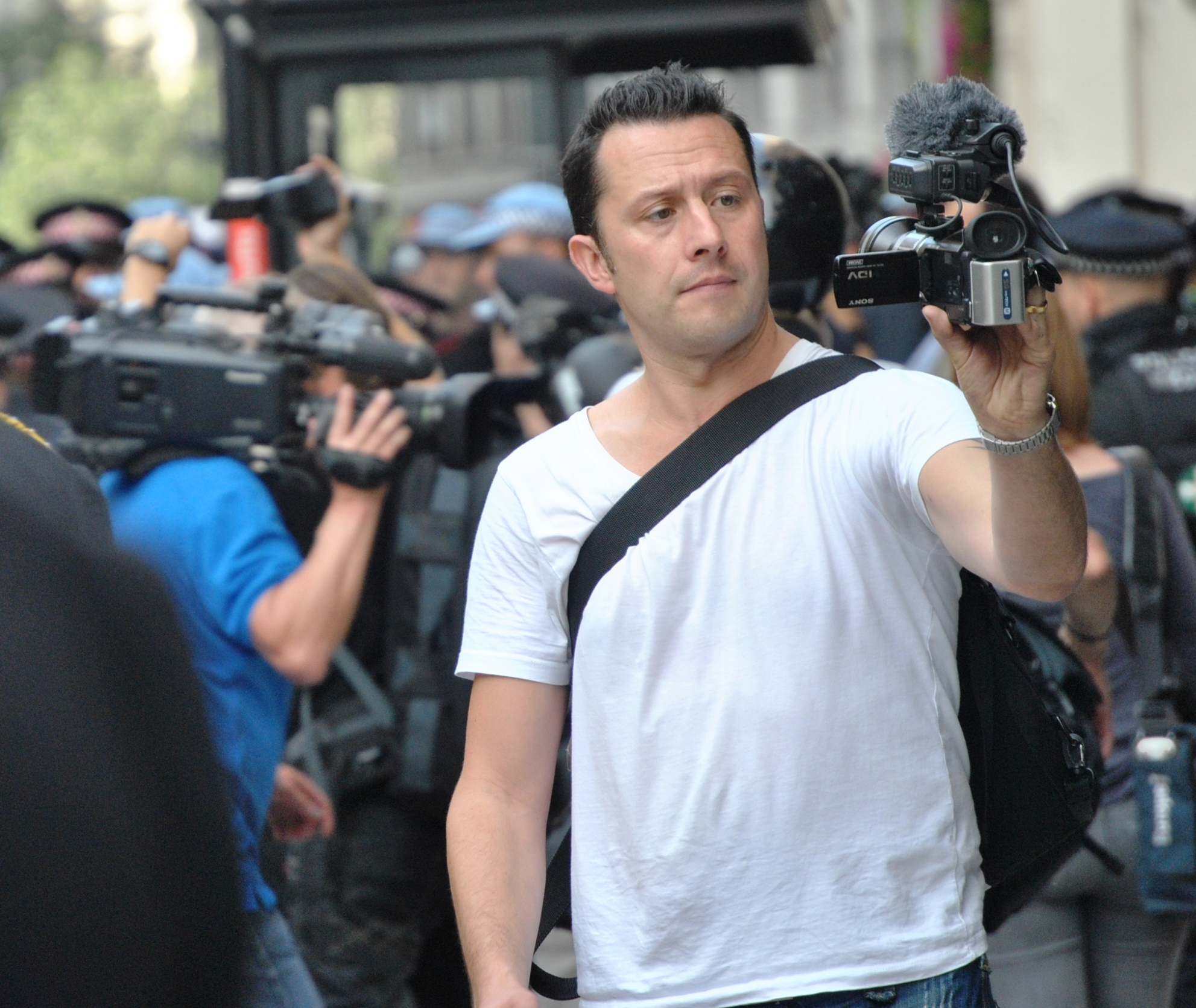
2011年，伦敦英国防卫联盟示威活动中的公民记者

公民新闻在美国历史悠久，早在20世纪20年代，利普曼与杜威就探讨了公众在新闻生产中的角色及其对民主的意义。Blaagaard（2018）指出，1915至1925年间，圣克罗伊岛的公民新闻为殖民地社区提供了发声平台，如《先驱报》等刊物有效挑战了殖民叙事，揭示社会不公。当代公民新闻兴起于记者对1988年美国总统大选报道方式的反思，在回应公众对媒体信任下降与政治幻灭的情绪，推动更具参与性的新闻实践。
最初，公共新闻讨论集中在通过改变记者工作方式来推广“为民”新闻，但由于项目高成本、缺乏连贯性，且大多由专业记者主导，导致该运动未能持续发展。2003年，随着部分记者的反对，公共新闻运动逐渐消退，皮尤公民新闻中心也关闭。
传统的“公民新闻”难以定义，缺乏清晰的概念化，且替代名称如“用户生成内容”（UGC）未能充分涵盖其核心，忽视了公民新闻所蕴含的公民美德和独特性。
今天的技术确实为公民记者运动注入了新的活力。借助智能手机、社交媒体和各种在线平台，普通人可以迅速记录并传播新闻，不仅在本地，而且在全球范围内。这种技术的普及打破了传统媒体的垄断，使得每个人都能成为新闻的创造者和传播者。正如Yochai Benkler所言，“创造意义的能力——编码和解码人类有意义的陈述——以及向全世界传达自己意义的能力，是全球至少数亿用户持有或随时可用的。”这意味着，在现代技术的支持下，信息不再由少数专业人士控制，而是可以由广泛的普通人通过网络参与和共享。这种能力的普及促进了公民新闻的发展，使其成为对传统媒体的有力补充，并为公民赋予了更多的声音和权力，影响社会和政治议题的讨论。
2004年，公民新闻出现了超本地新闻的趋势，博客作者杰夫·贾维斯指出，在线新闻网站邀请当地居民投稿，报道传统报纸通常忽略的话题。《西北之声》出版人玛丽·卢·富尔顿表示，他们颠覆了传统新闻模式，通过开放平台让读者直接参与，摆脱了少数记者和编辑的过滤，使报纸成为更好的社区新闻来源。

## 公民记者

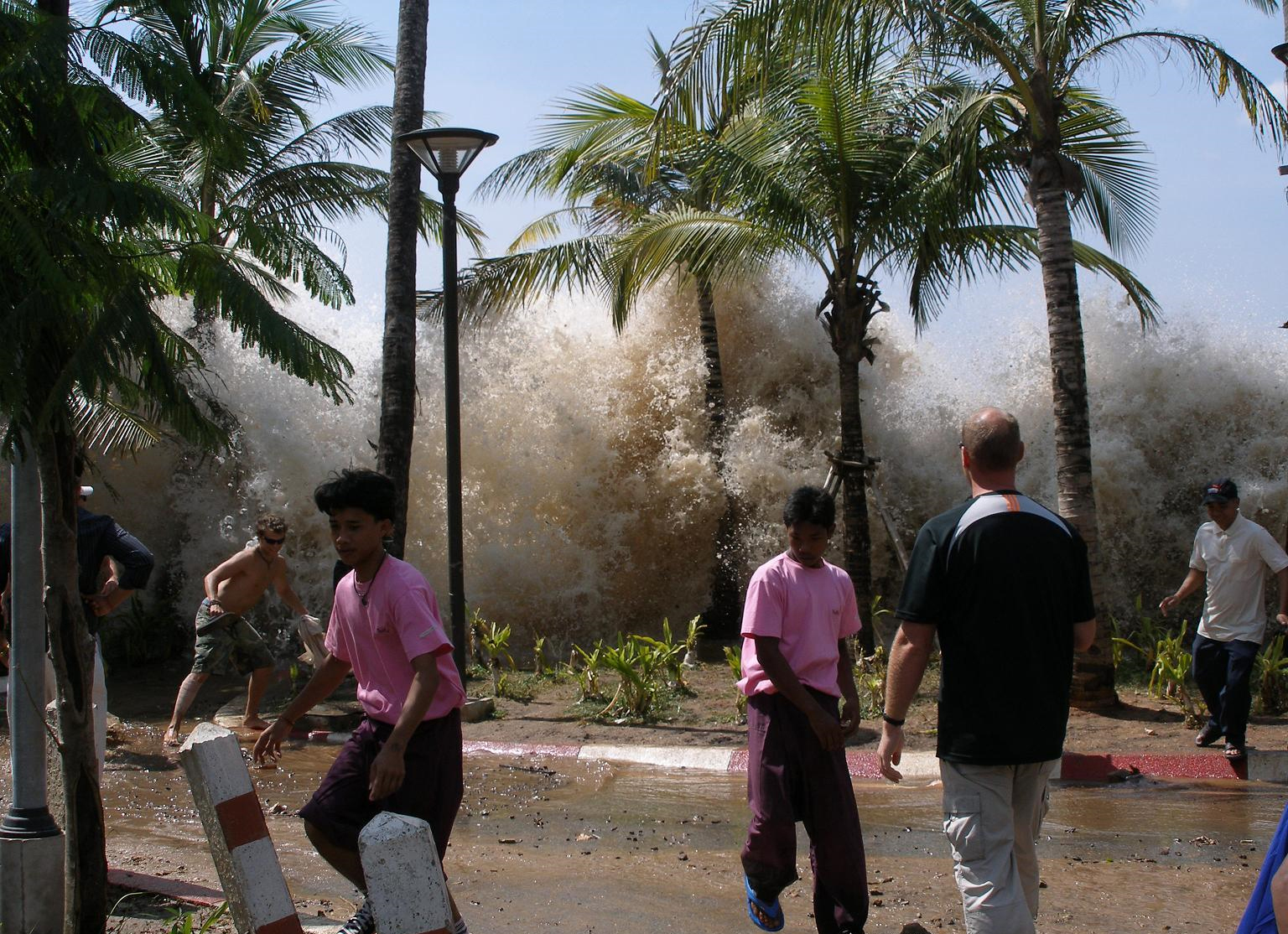
2004 年海啸照片由旁观者拍摄并上传至 Wikimedia Commons

Jay Rosen提出公民记者是那些“曾经被称为观众的人”。随着媒体环境的演变，他们不再满足于被动接受信息，开始主动投身于新闻生产与传播之中，成为更加真实、有能力且不可预测的公共参与者。
9/11事件期间，许多关于世贸中心恐怖袭击的目击描述来自公民记者，他们拍摄的图片和讲述的故事在报道中发挥了重要作用。
2004年印度洋海啸后，网络上的不相关博主组成虚拟网络，实时报道灾情，成为传统媒体的重要信息来源。大量来自受灾者的新闻片段和公民报道随后被全球主流媒体广泛引用。大量经历过海啸的人的新闻片段被广泛传播，伴随大量“现场”公民报道和博主分析，随后被全球主流媒体转发报道。
在灾难及其后果的公民报道之后，研究人员认为公民记者可能在灾难预警系统中发挥关键作用，甚至比单纯依赖技术设备的预警系统更可靠，并需由中立第三方进行信息解读。
维基媒体基金会运营着一个名为维基新闻的参与性新闻网站，允许公民记者共同撰写和编辑新闻内容。

## 全球背景下的公民新闻

### 印度
印度媒体格局快速扩张，公民新闻广泛关注人权等议题。2008年孟买袭击期间，民众在推特分享现场图片，成为公民新闻的代表案例。

### 美国
公民新闻在美国也十分活跃，尤其在抗议等现场前线。锡拉丘兹大学的一篇博客指出，美国选民因枪支暴力、大规模驱逐和性行为不端等问题走上街头，而社交媒体的兴起改变了传统新闻记者的角色，使公民记者能够参与报道并向公众传递第一手信息。

### 伊朗
2023年，伊朗政府在Mahsa Amini抗议事件后，将民众拍摄警方执法行为定为犯罪，进一步限制公民记录与监督权利。

## 发展过程
中国公共新闻研究大致可分为三个阶段
- 1999—2004年，学界初步译介西方公共新闻理念，但反响有限；
- 2005—2006年，研究进入深化阶段，探索其本土化路径及民主价值；
- 2006年以后，研究重心转向以公民记者为代表的“公民新闻”，聚焦数字传播、公众参与与新闻生态转型。[38]

## 传播模式
传统媒体采用自上而下的线性传播模式，信息受控于媒介机构及广告商利益，话语权高度集中。相比之下，公民新闻突破这一体系，采用去中心化的互播模式，实现个体间的信息共享与表达。该模式赋予受众更多话语权，提升参与度，推动了公民新闻的快速发展。

## 对传统新闻的影响
公民新闻作为网络时代的产物，极大地提升了公众的知情权和话语权，推动了社会信息的流动和透明。然而，其缺乏有效监管和伦理规范，也带来了信息虚假、隐私侵犯和舆论失衡等负面影响。因此，如何在促进公民新闻发展的同时，避免其负面影响，成为了现代新闻媒体急需解决的课题。

#### 正面影响
- 公众知情权的扩大

   传统媒体的报道常常受到采编权力的限制，导致公众的知情权受到一定程度的压缩。公民新闻的发展通过网络平台让公众能够主动发布自己关注的事件，提供了更广泛的信息来源。这不仅让公众的知情权得到了扩展，也促进了事件的深入报道和传播。
- 公众话语权的拓展

   网络平台使得公众能够更自由地表达意见，减少了信息传播中的时间滞后。例如，关于“华南虎照片真假”的事件，最早的质疑声音来自于博客，随着网络上讨论的扩大，最终引起了主流媒体的关注。公民新闻让每个普通人的声音得以在全球范围内传播，并能够跨越地域、阶层和空间的限制，拓展了公众的表达渠道。

#### 负面影响
- 弄虚作假，公信力减弱

   由于网络缺乏有效约束，公民记者在发布信息时有时会夸大其辞或发布未经核实的虚假信息。诸如“弗吉尼亚枪击案”中的错误信息或“卡斯特罗去世”的假新闻，均反映了这一问题。没有足够核实的内容如果被主流媒体采纳，可能会导致公信力受损。
- 侵犯隐私权

   在网络上，一些公民记者将个人隐私暴露在公众面前，可能会导致对当事人隐私权的严重侵犯。例如，某女子虐待猫的照片在网上流传后，其个人信息被广泛传播，激起了网民的愤怒。这种行为缺乏对隐私的尊重，导致信息被滥用，并加剧了信息暴力。
- 过度放大的民意

   网络的快速传播特点有时会导致部分群体的声音被过度放大。虽然这种现象让公众的声音更加响亮，但也可能忽视了不同群体的意见。主流媒体如果没有理性判断，容易受到网络舆论的误导，偏离公正报道，忽视少数群体的声音。

## 可能的未来

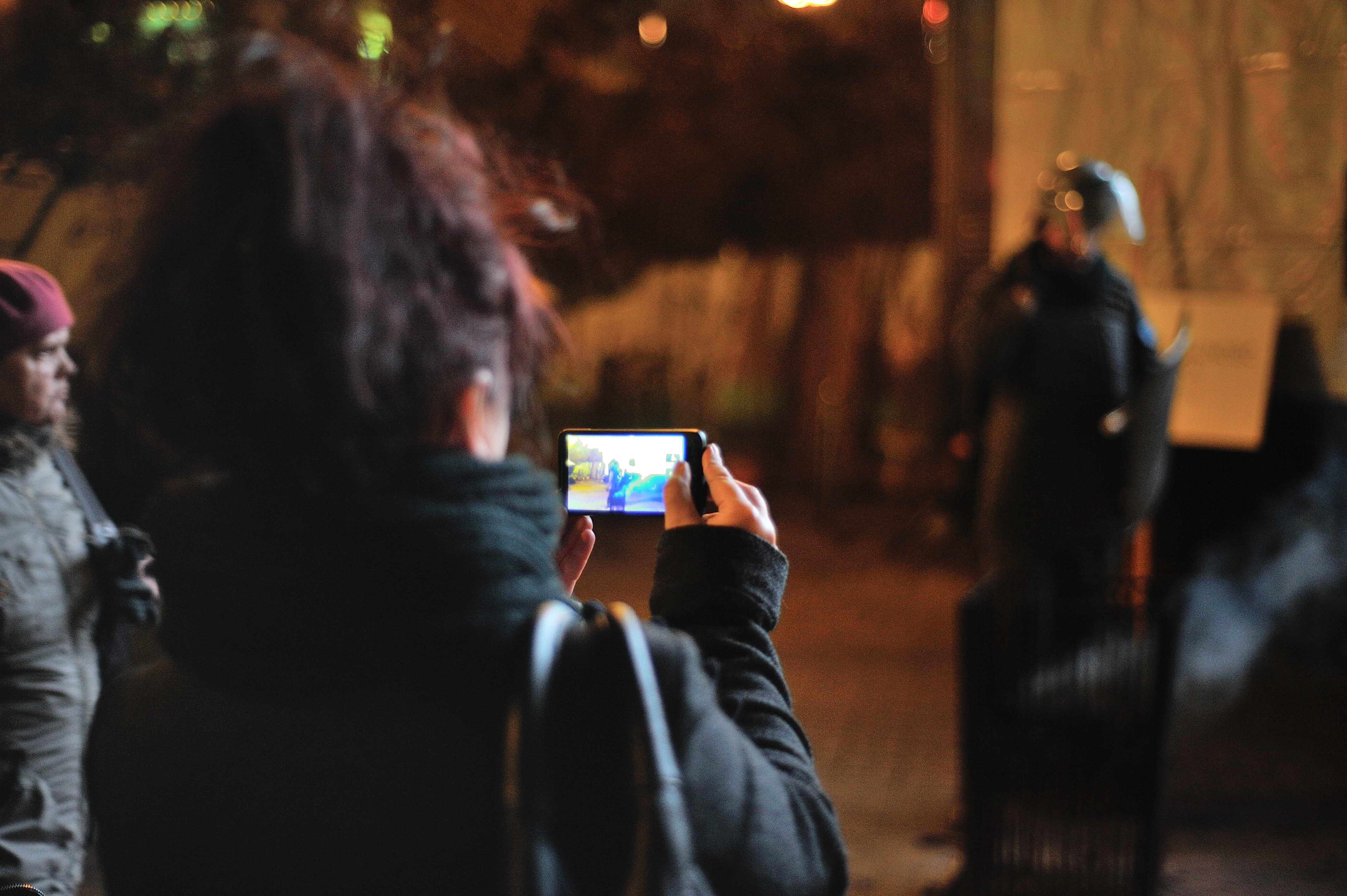
使用智能手机拍照的人

公民新闻已成为时事报道中重要且有效的形式，在国际新闻、主流媒体等领域持续扩展，并凭借互联网和公民记者的持续信息供给，正逐步成为全球新闻的重要来源之一。

### 当前公民新闻的实例
公民新闻成为最近讨论的话题，关于其在记录流行加密货币交易所FTX及其创始人Sam Bankman-Fried的衰落方面的有效性。
最近大众媒体依赖公民新闻的例子标志着伪报道策略的不断扩大发展。最近大众媒体依靠公民新闻的实例标志着伪报道策略的不断扩大发展。随着越来越多的人因明显的偏见和政治影响而变得不感兴趣，对传统新闻来源的兴趣明显下降。利用YouTube等流行的视频共享平台，扩大了公民新闻的概念。这允许个人上传内容并与更全球的受众分享。这个平台在阿拉伯之春等活动中发挥了重要作用，人们记录了抗议活动和政府的反应。